# Coupe de Tunisie de football 2018-2019
Navigation
Coupe de Tunisie 2017-2018 Coupe de Tunisie 2019-2020
La coupe de Tunisie de football 2018-2019 est la 62e édition de la coupe de Tunisie depuis 1956 et la 87e au total, une compétition à élimination directe mettant aux prises des centaines de clubs de football amateurs et professionnels à travers la Tunisie. Elle est organisée par la Fédération tunisienne de football.

## 1ertour
| Date du match     | Équipe 1                           | Équipe 2                         | Score 90 min | Score Prol. | Tirs au but |
| ----------------- | ---------------------------------- | -------------------------------- | ------------ | ----------- | ----------- |
|                   | Avenir sportif de Mohamedia        | Club sportif de Dahmani          |              |             |             |
|                   | Stade sportif de Meknassy          | Étoile sportive d'Oueslatia      |              |             |             |
|                   | Club sportif de Bembla             | Avenir sportif de Rejiche        |              |             |             |
|                   | Wided sportif d'El Hamma           | Oasis sportive de Kébili         |              |             |             |
|                   | Club sportif Menzli                | Aigle sportif de Jilma           |              |             |             |
|                   | Étoile sportive du Fahs            | Astre sportif de Menzel Ennour   |              |             |             |
|                   | Avenir sportif de Lala             | Kalâa Sport                      |              |             |             |
|                   | Union sportive de Bousalem         | Stade soussien                   |              |             |             |
|                   | Safia Sport Ksour                  | Avenir sportif de Sbikha         |              |             |             |
|                   | Espoir sportif de Haffouz          | Croissant sportif de M'saken     |              |             |             |
|                   | El Makarem de Mahdia               | Club sportif de Makthar          |              |             |             |
| 30 septembre 2018 | Association sportive de Djerba     | Association sportive de Soliman  | 0-1          |             |             |
| 30 septembre 2018 | Sporting Club de Ben Arous         | Olympique de Béja                | 1-0          |             |             |
| 30 septembre 2018 | Avenir sportif de La Marsa         | Sfax railway sport               | 1-2          |             |             |
| 30 septembre 2018 | Étoile olympique de Sidi Bouzid    | Club sportif de Hammam Lif       | 1-0          |             |             |
| 30 septembre 2018 | Croissant sportif chebbien         | Association sportive de l'Ariana | 3-0          |             |             |
| 30 septembre 2018 | Jendouba Sports                    | Union sportive de Tataouine      | 2-2          | 2-2         | 3-5         |
| 30 septembre 2018 | Avenir sportif de Kasserine        | Océano Club de Kerkennah         | 1-0          |             |             |
| 30 septembre 2018 | Stade africain de Menzel Bourguiba | El Gawafel sportives de Gafsa    | 1-0          |             |             |
| 30 septembre 2018 | Espoir sportif de Hammam Sousse    | STIR sportive de Zarzouna        | -            |             |             |
| 30 septembre 2018 | Stade sportif sfaxien              | Club sportif de Korba            | 1-0          |             |             |

## 2etour
| Date du match   | Équipe 1                           | Équipe 2                           | Score 90 min | Score Prol. | Tirs au but |
| --------------- | ---------------------------------- | ---------------------------------- | ------------ | ----------- | ----------- |
| 31 octobre 2018 | Groupement sportif d'Oum El Araies | El Makarem de Mahdia               | 1-1          | 1-1         | 5-6         |
| 31 octobre 2018 | Union sportive de Ksour Essef      | Stade africain de Menzel Bourguiba | 1-1          | 1-1         | 1-3         |
| 31 octobre 2018 | Bir Mcherga Sport                  | Union sportive de Bousalem         | 1-1          | 1-1         | 4-5         |
| 31 octobre 2018 | Union sportive de Djerba-Ajim      | Jendouba Sports                    | 1-0          |             |             |
| 31 octobre 2018 | Enfida Sports                      | Avenir sportif d'Oued Ellil        | 0-0          | 0-1         |             |
| 31 octobre 2018 | Lion sportif de Ksibet Sousse      | Croissant sportif de M'saken       | 0-2          |             |             |
| 31 octobre 2018 | Union sportif de Borj El Amri      | El Alia Sport                      | 0-1          |             |             |
| 31 octobre 2018 | Oasis sportive de Kébili           | Croissant sportif d'Akouda         | 1-0          |             |             |
| 31 octobre 2018 | Espoir sportif de Bouchemma        | Association sportive de Djerba     | 2-3          |             |             |
| 31 octobre 2018 | Club sportif de Foussana           | Avenir sportif de Rejiche          | 1-5          |             |             |
| 31 octobre 2018 | Union sportive carthaginoise       | El Gawafel sportives de Gafsa      | 0-1          |             |             |
| 31 octobre 2018 | Olympique de Béja                  | Association sportive de Soliman    | 0-1          |             |             |
| 31 octobre 2018 | Club Ahly sfaxien                  | Avenir sportif de Tataouine        | 2-1          |             |             |
| 31 octobre 2018 | Croissant sportif chebbien         | Association sportive de l'Ariana   | 2-1          |             |             |
| 31 octobre 2018 | Zitouna sportive de Chammakh       | Club sportif de Menzel Bouzelfa    | 3-0          |             |             |
| 31 octobre 2018 | Étoile sportive El Aloui           | Aigle sportif de Metline           | 7-1          |             |             |
| 31 octobre 2018 | Avenir sportif de La Marsa         | Stade sportif de Meknassy          | 2-0          |             |             |
| 31 octobre 2018 | Sporting Club de Ben Arous         | Espoir sportif de Jerba Midoun     | 1-0          |             |             |

## Seizièmes de finale
| Date du match    | Équipe 1                        | Équipe 2                           | Score 90 min | Score Prol. | Tirs au but |
| ---------------- | ------------------------------- | ---------------------------------- | ------------ | ----------- | ----------- |
| 23 décembre 2018 | Club Ahly sfaxien               | Club africain                      | 0-2          |             |             |
| 23 décembre 2018 | Zitouna sportive de Chammakh    | Croissant sportif de M'saken       | 1-2          |             |             |
| 29 janvier 2019  | Union sportive de Ben Guerdane  | Croissant sportif chebbien         | 3-2          |             |             |
| 29 janvier 2019  | Étoile sportive El Aloui        | Étoile sportive du Sahel           | 0-1          |             |             |
| 29 janvier 2019  | Sporting Club de Ben Arous      | Étoile sportive de Métlaoui        | 0-1          |             |             |
| 29 janvier 2019  | Avenir sportif de Gabès         | Espérance sportive de Tunis        | 0-0          | 0-1         |             |
| 29 janvier 2019  | Avenir sportif de La Marsa      | Club sportif sfaxien               | 0-1          |             |             |
| 30 janvier 2019  | Avenir sportif de Rejiche       | Union sportive monastirienne       | 1-1          | 1-1         | 1-3         |
| 30 janvier 2019  | Association sportive de Soliman | Union sportive de Tataouine        | 3-2          |             |             |
| 30 janvier 2019  | Oasis sportive de Kébili        | El Alia Sport                      | 2-1          |             |             |
| 30 janvier 2019  | Club sportif de Hammam Lif      | Stade gabésien                     | 0-2          |             |             |
| 30 janvier 2019  | Avenir sportif d'Oued Ellil     | Jeunesse sportive kairouanaise     | 1-1          | 1-1         | 4-5         |
| 30 janvier 2019  | Union sportive de Bousalem      | Union sportive de Djerba-Ajim      | 2-1          |             |             |
| 30 janvier 2019  | Union sportive de Ben Guerdane  | Croissant sportif chebbien         | 3-2          |             |             |
| 30 janvier 2019  | Association sportive de Djerba  | El Makarem de Mahdia               | 1-0          |             |             |
| 30 janvier 2019  | Club athlétique bizertin        | Stade tunisien                     | 0-1          |             |             |
| 30 janvier 2019  | El Gawafel sportives de Gafsa   | Stade africain de Menzel Bourguiba | 4-1          |             |             |

## Huitièmes de finale
| Date du match | Équipe 1                        | Équipe 2                       | Score 90 min | Score Prol. | Tirs au but |
| ------------- | ------------------------------- | ------------------------------ | ------------ | ----------- | ----------- |
| 22 mars 2019  | Oasis sportive de Kébili        | Étoile sportive du Sahel       | 1-5          |             |             |
| 22 mars 2019  | Association sportive de Djerba  | Espérance sportive de Tunis    | 1-1          | 1-1         | 7-8         |
| 26 mars 2019  | Association sportive de Soliman | El Gawafel sportives de Gafsa  | 1-1          | 1-1         | 1-4         |
| 26 mars 2019  | Union sportive de Bousalem      | Jeunesse sportive kairouanaise | 0-0          | 0-0         | 8-7         |
| 26 mars 2019  | Croissant sportif de M'saken    | Stade gabésien                 | 0-1          |             |             |
| 26 mars 2019  | Union sportive de Ben Guerdane  | Union sportive monastirienne   | 1-2          |             |             |
| 2 avril 2019  | Stade tunisien                  | Club sportif sfaxien           | 1-1          | 1-2         |             |
| 2 avril 2019  | Club africain                   | Étoile sportive de Métlaoui    | 1-0          |             |             |

## Quarts de finale
| Date du match | Équipe 1                    | Équipe 2                      | Score 90 min | Score Prol. | Tirs au but |
| ------------- | --------------------------- | ----------------------------- | ------------ | ----------- | ----------- |
| 20 avril 2019 | Espérance sportive de Tunis | Union sportive monastirienne  | 3-1          |             |             |
| 20 avril 2019 | Étoile sportive du Sahel    | Club africain                 | 1-0          |             |             |
| 21 avril 2019 | Union sportive de Bousalem  | Stade gabésien                | 2-2          | 2-3         |             |
| 21 avril 2019 | Club sportif sfaxien        | El Gawafel sportives de Gafsa | 1-0          |             |             |

## Demi-finales
| Date        | Équipe 1             | Équipe 2                    | Score 90 min | Score Prol. | Tirs au but |
| ----------- | -------------------- | --------------------------- | ------------ | ----------- | ----------- |
| 6 juin 2019 | Club sportif sfaxien | Espérance sportive de Tunis | 1-1          | 1-1         | 4-2         |
| 6 juin 2019 | Stade gabésien       | Étoile sportive du Sahel    | 1-2          |             |             |

## Finale
| Date         | Équipe 1                 | Équipe 2             | Score 90 min | Score Prol. | Tirs au but |
| ------------ | ------------------------ | -------------------- | ------------ | ----------- | ----------- |
| 17 août 2019 | Étoile sportive du Sahel | Club sportif sfaxien | 0-0          | 0-0         | 4-5         |